# 西尾伝蔵
西尾 伝蔵（にしお でんぞう、1855年1月27日（安政元年12月10日）- 1895年（明治28年）7月16日）は、明治時代の政治家。衆議院議員（1期）。幼名は道郎、諱は行信、通称は伝右衛門。

## 経歴
西尾雄一郎の子として、遠江国豊田郡友永村（三川村、静岡県磐田郡三川村、袋井町を経て現袋井市）に生まれる。地元の医師鈴木宗元が開いていた寺子屋で学んだところ、たちまち先輩を追い抜く才を示した。その後杉浦某に入門し漢学を、また馬杉雲外のもとで詩文を学んだ。1873年（明治6年）友永村戸長となり、1883年（明治16年）から磐田・山名・豊田郡長を務めた。「経世済民」を掲げ、1878年（明治11年）9月、遠江有志同盟会という政談社を組織し国会開設請願運動に傾倒した。1885年（明治18年）静岡県会議員に当選。この間、道路開通や学校建設などに私財を投じた。
1890年（明治23年）7月の第1回衆議院議員総選挙では静岡県第5区から出馬し当選。独立倶楽部に所属し衆議院議員を1期務めた。自由民権の実現、地方分権、海軍拡張などを公約として掲げた。